# W-대수
수학과 등각 장론에서 W-대수(W-代數, 영어: W-algebra)는 2차원 등각 장론의 무질량 고차 스핀 정칙장에 의해 생성되는 대칭이다.:106–111 비라소로 대수를 일반화한다.

## 정의

### 스핀 2
스핀 2의 W-대수 {\displaystyle W_{2}}는 비라소로 대수라고 한다. 이는 스핀 2의 정칙 1차장 {\displaystyle T(z)}에 의해 생성되며, 비라소로 대수를 정의하는 연산자 곱 전개는 다음과 같다.
{\displaystyle T(z+w)T(w)=z^{-1}\partial T(w)+2z^{-2}T(w)+{\frac {1}{2}}cz^{-4}}
여기서 {\displaystyle c}는 비라소로 대수의 중심 원소이다. 이를 수로 간주하면, 이는 등각 장론의 중심 전하가 된다.

### 스핀 3
스핀 3의 W-대수 {\displaystyle W_{3}}는 알렉산드르 자몰롯치코프가 1985년에 발견하였다. 이는 스핀 2의 정칙 1차장 {\displaystyle T(z)}(에너지-운동량 텐서)과 스핀 3의 정칙 1차장 {\displaystyle W(z)}를 가지며, 이들 사이의 연산자 곱 전개는 다음과 같다.
{\displaystyle T(z+w)T(w)=z^{-1}\partial T(w)+2z^{-2}T(w)+{\frac {1}{2}}cz^{-4}}
{\displaystyle T(z+w)W(w)=z^{-1}\partial W(w)+3z^{-2}W(w)}
{\displaystyle W(z)W(w)={\frac {16}{22+5c}}\left(z^{-1}\partial \Lambda +2z^{-2}\Lambda \right)+{\frac {1}{15}}\left(z^{-1}\partial ^{3}T(w)+{\frac {9}{2}}z^{-2}\partial ^{2}T(w)+15z^{-3}\partial T(w)+30z^{-4}T(w)\right)+{\frac {1}{3}}cz^{-6}}
여기서 {\displaystyle \Lambda }는 다음과 같이 정의되는 스핀-4 연산자이다.
{\displaystyle \Lambda (z)=:TT:(z)-{\frac {3}{10}}\partial ^{2}T(z)}
여기서 {\displaystyle :\cdots :}는 표준 순서를 나타낸다.
{\displaystyle W_{3}}에 대해서도 일련의 유니터리 최소 모형을 정의할 수 있으며, 이들의 중심 전하는 다음과 같다.:109
{\displaystyle c=2\left(1-{\frac {12}{(k+3)(k+4)}}\right)}
{\displaystyle k=1,2,3,\dots }
특히, {\displaystyle k=1}인 경우({\displaystyle c=4/5})는 임계 3상태 포츠 모형으로, 이는 {\displaystyle m=5}인 비라소로 최소 모형과 같다.

### 일반적인 스핀
일반적으로, 모든 {\displaystyle N\geq 2}에 대하여, 스핀-N W-대수 {\displaystyle W_{N}}이 존재한다. 이 경우 구체적인 연산자 곱 전개는 매우 복잡하다.
W-대수 {\displaystyle W_{N}}은 총 {\displaystyle N-1}개의 정칙 연산자들 {\displaystyle T,W^{(3)},W^{(4)},\dots ,W^{(N)}}을 포함한다. 이들의 스핀은 각각 {\displaystyle 2,3,\dots ,N}이며, {\displaystyle T}와 {\displaystyle W^{(3)}}는 1차 연산자이지만 {\displaystyle W^{(4)},W^{(5)},\dots }는 준1차(quasiprimary) 연산자이다. 이들의 연산자 곱 전개는 다음과 같은 꼴이다.
{\displaystyle T(z+w)T(w)=z^{-1}\partial T(w)+2z^{-2}T(w)+{\frac {1}{2}}cz^{-4}}
{\displaystyle T(z+w)W^{(s)}(w)\sim z^{-1}\partial W^{(s)}(w)+sz^{-2}W^{(s)}(w)+W^{(s-2)}(w)+W^{(s-4)}(w)+\cdots (s=3,\dots ,N)}
{\displaystyle W^{(s)}(z+w)W^{(s')}(w)\sim W^{(s+s'-2)}+W^{(s+s'-4)}+\cdots +c\delta _{s-s'}}
여기서, 마지막 두 공식에서는 상수 계수나 {\displaystyle z^{-k}} 및 {\displaystyle \partial ^{k}} 등을 생략하였다.

### 무한 스핀 W-대수
유한한 {\displaystyle N}에 대한 {\displaystyle W_{N}} 말고도, 2 이상의 모든 정수 스핀을 포함하는 {\displaystyle W_{\infty }}와, 1 이상의 모든 정수 스핀을 포함하는 {\displaystyle W_{1+\infty }}가 존재한다.